# AC/DC/Diskografie
Diese Diskografie ist eine Übersicht über die musikalischen Werke der australischen Hard-Rock-Band AC/DC. Den Quellenangaben zufolge hat sie bisher mehr als 211,3 Millionen Tonträger verkauft, wovon sie alleine in Deutschland bis heute über 14 Millionen Tonträger verkaufte und somit zu den Interpreten mit den meisten verkauften Tonträgern in Deutschland zählt. Ihre erfolgreichste Veröffentlichung ist das siebte Studioalbum Back in Black mit über 50 Millionen verkauften Einheiten, wovon allein in Deutschland über eine Million Exemplare verkauft wurden, womit es eines der meistverkauften Musikalben in Deutschland ist. Zusammen mit The Razors Edge und Black Ice (alle ebenfalls eine Million verkaufte Einheiten) erreichten insgesamt drei Tonträger den Status eines Millionensellers in Deutschland. Ihre Videoalben Live at Donington und Live at River Plate zählen mit jeweils über 150.000 verkaufe Einheiten zu den meistverkauften Videoalben in Deutschland.

## Alben

### Studioalben
| Jahr | Titel Musiklabel                                                            | Höchstplatzierung, Gesamtwochen, AuszeichnungChartplatzierungen (Jahr, Titel, Musiklabel, Platzierungen, Wochen, Auszeichnungen, Anmerkungen) | Höchstplatzierung, Gesamtwochen, AuszeichnungChartplatzierungen (Jahr, Titel, Musiklabel, Platzierungen, Wochen, Auszeichnungen, Anmerkungen) | Höchstplatzierung, Gesamtwochen, AuszeichnungChartplatzierungen (Jahr, Titel, Musiklabel, Platzierungen, Wochen, Auszeichnungen, Anmerkungen) | Höchstplatzierung, Gesamtwochen, AuszeichnungChartplatzierungen (Jahr, Titel, Musiklabel, Platzierungen, Wochen, Auszeichnungen, Anmerkungen) | Höchstplatzierung, Gesamtwochen, AuszeichnungChartplatzierungen (Jahr, Titel, Musiklabel, Platzierungen, Wochen, Auszeichnungen, Anmerkungen) | Höchstplatzierung, Gesamtwochen, AuszeichnungChartplatzierungen (Jahr, Titel, Musiklabel, Platzierungen, Wochen, Auszeichnungen, Anmerkungen) | Anmerkungen                                                    |
| Jahr | Titel Musiklabel                                                            | DE | AT | CH | UK | US | AU | Anmerkungen                                                    |
| ---- | --------------------------------------------------------------------------- | --- | --- | --- | --- | --- | --- | -------------------------------------------------------------- |
| 1975 | High Voltage Albert Music (EMI)                                             | — | — | — | — | — | AU14 ×5Fünffachplatin · (? Wo.)AU | Erstveröffentlichung: 17. Februar 1975 Verkäufe: + 350.000     |
| 1975 | T.N.T. Albert Music (EMI)                                                   | — | — | — | — | — | AU2 ×9Neunfachplatin · (? Wo.)AU | Erstveröffentlichung: 1. Dezember 1975 Verkäufe: + 730.000     |
| 1976 | Dirty Deeds Done Dirt Cheap Atlantic Records (WEA)                          | DE19 Platin · (1 Wo.)DE | AT57 a (1 Wo.)AT | CH25 Gold · (1 Wo.)CH | UK— GoldUK | US3 ×7Siebenfachplatin · (55 Wo.)US | AU4 ×6Sechsfachplatin · (? Wo.)AU | Erstveröffentlichung: 20. September 1976 Verkäufe: + 8.370.000 |
| 1977 | Let There Be Rock Atlantic Records (WEA)                                    | DE40 a Platin · (1 Wo.)DE | AT56 a (1 Wo.)AT | CH17 a (1 Wo.)CH | UK17 Gold · (5 Wo.)UK | US154 ×2Doppelplatin · (11 Wo.)US | AU19 ×5Fünffachplatin · (? Wo.)AU | Erstveröffentlichung: 21. März 1977 Verkäufe: + 3.190.000      |
| 1978 | Powerage Atlantic Records (WEA)                                             | DE26 Gold · (1 Wo.)DE | AT48 a (1 Wo.)AT | CH32 Gold · (1 Wo.)CH | UK26 Gold · (9 Wo.)UK | US133 Platin · (17 Wo.)US | AU22 ×3Dreifachplatin · (? Wo.)AU | Erstveröffentlichung: 25. Mai 1978 Verkäufe: + 1.795.000       |
| 1979 | Highway to Hell Atlantic Records (WEA)                                      | DE2 ×3Dreifachgold · (93 Wo.)DE | AT8 Gold · (5 Wo.)AT | CH7 Platin · (6 Wo.)CH | UK8 Platin · (41 Wo.)UK | US17 ×8Achtfachplatin · (83 Wo.)US | AU13 ×5Fünffachplatin · (? Wo.)AU | Erstveröffentlichung: 27. Juli 1979 Verkäufe: + 10.675.000     |
| 1980 | Back in Black Atlantic Records (WEA)                                        | DE1 ×2Doppelplatin · (… Wo.)DE | AT6 Platin · (96 Wo.)AT | CH3 ×2Doppelplatin · (88 Wo.)CH | UK1 ×3Dreifachplatin · (62 Wo.)UK | US4 ×2×7Doppeldiamant + Siebenfachplatin · (644 Wo.)US                                                                                        | AU1 ×12Zwölffachplatin · (? Wo.)AU | Erstveröffentlichung: 25. Juli 1980 Verkäufe: + 50.000.000     |
| 1981 | For Those About to Rock (We Salute You) Atlantic Records (WEA)              | DE2 Platin · (23 Wo.)DE | AT7 Gold · (15 Wo.)AT | CH26 Platin · (1 Wo.)CH | UK3 ×2Doppelgold · (29 Wo.)UK | US1 ×4Vierfachplatin · (30 Wo.)US | AU3 ×5Fünffachplatin · (? Wo.)AU | Erstveröffentlichung: 23. November 1981 Verkäufe: + 5.720.000  |
| 1983 | Flick of the Switch Atlantic Records (WEA)                                  | DE6 Gold · (14 Wo.)DE | AT9 (6 Wo.)AT | CH28 (2 Wo.)CH | UK4 Gold · (9 Wo.)UK | US15 Platin · (23 Wo.)US | AU3 ×3Dreifachplatin · (? Wo.)AU | Erstveröffentlichung: 15. August 1983 Verkäufe: + 1.780.000    |
| 1985 | Fly on the Wall Atlantic Records (WEA)                                      | DE14 Gold · (11 Wo.)DE | AT24 (6 Wo.)AT | CH19 Gold · (7 Wo.)CH | UK7 Silber · (10 Wo.)UK | US32 Platin · (30 Wo.)US | AU4 ×3Dreifachplatin · (? Wo.)AU | Erstveröffentlichung: 28. Juni 1985 Verkäufe: + 1.615.000      |
| 1988 | Blow Up Your Video Atlantic Records (WEA)                                   | DE4 Gold · (19 Wo.)DE | AT15 (4 Wo.)AT | CH4 ×3Dreifachgold · (17 Wo.)CH | UK2 Gold · (14 Wo.)UK | US12 Platin · (24 Wo.)US | AU2 ×3Dreifachplatin · (? Wo.)AU | Erstveröffentlichung: 29. Januar 1988 Verkäufe: + 1.717.844    |
| 1990 | The Razors Edge auch bekannt als: El filo de las navajas Atco Records (WEA) | DE4 ×2Doppelplatin · (75 Wo.)DE | AT11 Platin · (12 Wo.)AT | CH2 ×2Doppelplatin · (36 Wo.)CH | UK4 Gold · (18 Wo.)UK | US2 ×6Sechsfachplatin · (77 Wo.)US | AU3 ×5Fünffachplatin · (35 Wo.)AU | Erstveröffentlichung: 24. September 1990 Verkäufe: + 9.013.926 |
| 1995 | Ballbreaker EastWest (WMG)                                                  | DE4 Gold · (27 Wo.)DE | AT2 Gold · (16 Wo.)AT | CH1 Gold · (16 Wo.)CH | UK6 Gold · (9 Wo.)UK | US4 ×2Doppelplatin · (30 Wo.)US | AU1 ×3Dreifachplatin · (16 Wo.)AU | Erstveröffentlichung: 22. September 1995 Verkäufe: + 2.305.000 |
| 2000 | Stiff Upper Lip Elektra Records (WMG)                                       | DE1 ×3Dreifachgold · (39 Wo.)DE | AT1 Gold · (13 Wo.)AT | CH2 Platin · (39 Wo.)CH | UK12 Gold · (5 Wo.)UK | US7 Platin · (28 Wo.)US | AU3 ×3Dreifachplatin · (17 Wo.)AU | Erstveröffentlichung: 28. Februar 2000 Verkäufe: + 2.437.500   |
| 2008 | Black Ice Columbia Records (Sony BMG)                                       | DE1 ×5Fünffachplatin · (55 Wo.)DE | AT1 ×3Dreifachplatin · (71 Wo.)AT | CH1 ×4Vierfachplatin · (47 Wo.)CH | UK1 Gold · (25 Wo.)UK | US1 ×2Doppelplatin · (35 Wo.)US | AU1 ×5Fünffachplatin · (38 Wo.)AU | Erstveröffentlichung: 17. Oktober 2008 Verkäufe: + 5.416.660   |
| 2014 | Rock or Bust Columbia Records (Sony)                                        | DE1 Diamant · (58 Wo.)DE | AT1 ×2Doppelplatin · (38 Wo.)AT | CH1 ×2Doppelplatin · (50 Wo.)CH | UK3 Platin · (17 Wo.)UK | US3 Gold · (16 Wo.)US | AU1 Platin · (30 Wo.)AU | Erstveröffentlichung: 28. November 2014 Verkäufe: + 2.700.000  |
| 2020 | Power Up Columbia Records (Sony)                                            | DE1 ×2Doppelplatin · (59 Wo.)DE | AT1 Platin · (41 Wo.)AT | CH1 Platin · (50 Wo.)CH | UK1 Gold · (10 Wo.)UK | US1 (9 Wo.)US | AU1 Gold · (16 Wo.)AU | Erstveröffentlichung: 13. November 2020 Verkäufe: + 1.370.000  |

grau schraffiert: keine Chartdaten aus diesem Jahr verfügbar

### Livealben
| Jahr | Titel Musiklabel                                       | Höchstplatzierung, Gesamtwochen, AuszeichnungChartplatzierungen (Jahr, Titel, Musiklabel, Platzierungen, Wochen, Auszeichnungen, Anmerkungen) | Höchstplatzierung, Gesamtwochen, AuszeichnungChartplatzierungen (Jahr, Titel, Musiklabel, Platzierungen, Wochen, Auszeichnungen, Anmerkungen) | Höchstplatzierung, Gesamtwochen, AuszeichnungChartplatzierungen (Jahr, Titel, Musiklabel, Platzierungen, Wochen, Auszeichnungen, Anmerkungen) | Höchstplatzierung, Gesamtwochen, AuszeichnungChartplatzierungen (Jahr, Titel, Musiklabel, Platzierungen, Wochen, Auszeichnungen, Anmerkungen) | Höchstplatzierung, Gesamtwochen, AuszeichnungChartplatzierungen (Jahr, Titel, Musiklabel, Platzierungen, Wochen, Auszeichnungen, Anmerkungen) | Höchstplatzierung, Gesamtwochen, AuszeichnungChartplatzierungen (Jahr, Titel, Musiklabel, Platzierungen, Wochen, Auszeichnungen, Anmerkungen) | Anmerkungen                                                   |
| Jahr | Titel Musiklabel                                       | DE | AT | CH | UK | US | AU | Anmerkungen                                                   |
| ---- | ------------------------------------------------------ | --- | --- | --- | --- | --- | --- | ------------------------------------------------------------- |
| 1978 | If You Want Blood You’ve Got It Atlantic Records (WEA) | DE73 b Platin · (1 Wo.)DE | — | CH29 b Platin · (1 Wo.)CH | UK13 Gold · (59 Wo.)UK | US113 Platin · (14 Wo.)US | AU37 ×3Dreifachplatin · (? Wo.)AU | Erstveröffentlichung: 21. November 1978 Verkäufe: + 2.010.000 |
| 1992 | Live Atco Records (WEA)                                | DE9 Gold · (18 Wo.)DE | AT15 c (4 Wo.)AT | CH10 Gold · (34 Wo.)CH | UK5 Gold · (7 Wo.)UK | US15 ×4Vierfachplatin · (48 Wo.)US | AU1 ×8Achtfachplatin · (23 Wo.)AU | Erstveröffentlichung: 27. Oktober 1992 Verkäufe: + 6.410.852  |
| 1992 | Live (Collector’s Edition) Atco Records (WEA)          | DE5 Gold · (22 Wo.)DE | AT7 (26 Wo.)AT | CH5 Platin · (19 Wo.)CH | — | US34 ×4Vierfachplatin · (14 Wo.)US | AU44 (3 Wo.)AU | Erstveröffentlichung: 27. Oktober 1992 Verkäufe: + 4.270.000  |
| 2012 | Live at River Plate Columbia Records (Sony)            | DE1 ×2Doppelplatin · (66 Wo.)DE | AT3 Gold · (16 Wo.)AT | CH4 (22 Wo.)CH | UK14 Gold · (6 Wo.)UK | US66 (2 Wo.)US | AU11 Gold · (7 Wo.)AU | Erstveröffentlichung: 15. November 2012 Verkäufe: + 742.500   |

grau schraffiert: keine Chartdaten aus diesem Jahr verfügbar

### Kompilationen
| Jahr | Titel Musiklabel                    | Höchstplatzierung, Gesamtwochen, AuszeichnungChartplatzierungen (Jahr, Titel, Musiklabel, Platzierungen, Wochen, Auszeichnungen, Anmerkungen) | Höchstplatzierung, Gesamtwochen, AuszeichnungChartplatzierungen (Jahr, Titel, Musiklabel, Platzierungen, Wochen, Auszeichnungen, Anmerkungen) | Höchstplatzierung, Gesamtwochen, AuszeichnungChartplatzierungen (Jahr, Titel, Musiklabel, Platzierungen, Wochen, Auszeichnungen, Anmerkungen) | Höchstplatzierung, Gesamtwochen, AuszeichnungChartplatzierungen (Jahr, Titel, Musiklabel, Platzierungen, Wochen, Auszeichnungen, Anmerkungen) | Höchstplatzierung, Gesamtwochen, AuszeichnungChartplatzierungen (Jahr, Titel, Musiklabel, Platzierungen, Wochen, Auszeichnungen, Anmerkungen) | Höchstplatzierung, Gesamtwochen, AuszeichnungChartplatzierungen (Jahr, Titel, Musiklabel, Platzierungen, Wochen, Auszeichnungen, Anmerkungen) | Anmerkungen                                              |
| Jahr | Titel Musiklabel                    | DE | AT | CH | UK | US | AU | Anmerkungen                                              |
| ---- | ----------------------------------- | --- | --- | --- | --- | --- | --- | -------------------------------------------------------- |
| 1976 | High Voltage Atlantic Records (WEA) | DE12 Platin · (3 Wo.)DE | AT20 d (1 Wo.)AT | CH18 Platin · (2 Wo.)CH | UK— GoldUK | US146 ×4Vierfachplatin · (19 Wo.)US | — | Erstveröffentlichung: 14. Mai 1976 Verkäufe: + 5.100.000 |

grau schraffiert: keine Chartdaten aus diesem Jahr verfügbar

### Soundtracks
| Jahr | Titel Musiklabel                                                         | Höchstplatzierung, Gesamtwochen, AuszeichnungChartplatzierungen (Jahr, Titel, Musiklabel, Platzierungen, Wochen, Auszeichnungen, Anmerkungen) | Höchstplatzierung, Gesamtwochen, AuszeichnungChartplatzierungen (Jahr, Titel, Musiklabel, Platzierungen, Wochen, Auszeichnungen, Anmerkungen) | Höchstplatzierung, Gesamtwochen, AuszeichnungChartplatzierungen (Jahr, Titel, Musiklabel, Platzierungen, Wochen, Auszeichnungen, Anmerkungen) | Höchstplatzierung, Gesamtwochen, AuszeichnungChartplatzierungen (Jahr, Titel, Musiklabel, Platzierungen, Wochen, Auszeichnungen, Anmerkungen) | Höchstplatzierung, Gesamtwochen, AuszeichnungChartplatzierungen (Jahr, Titel, Musiklabel, Platzierungen, Wochen, Auszeichnungen, Anmerkungen) | Höchstplatzierung, Gesamtwochen, AuszeichnungChartplatzierungen (Jahr, Titel, Musiklabel, Platzierungen, Wochen, Auszeichnungen, Anmerkungen) | Anmerkungen                                                |
| Jahr | Titel Musiklabel                                                         | DE | AT | CH | UK | US | AU | Anmerkungen                                                |
| ---- | ------------------------------------------------------------------------ | --- | --- | --- | --- | --- | --- | ---------------------------------------------------------- |
| 1986 | Who Made Who auch bekannt als: Quien hizo a quien Atlantic Records (WEA) | DE24 Platin · (10 Wo.)DE | AT28 (5 Wo.)AT | CH21 Gold · (3 Wo.)CH | UK11 Gold · (12 Wo.)UK | US33 ×5Fünffachplatin · (42 Wo.)US | AU4 ×5Fünffachplatin · (? Wo.)AU | Erstveröffentlichung: 23. Mai 1986 Verkäufe: + 6.095.000   |
| 2010 | Iron Man 2 Columbia Records (Sony)                                       | DE1 ×3Dreifachgold · (29 Wo.)DE | AT1 Gold · (33 Wo.)AT | CH1 Platin · (24 Wo.)CH | UK1 ×2Doppelplatin · (46 Wo.)UK | US4 Gold · (30 Wo.)US | AU2 Platin · (16 Wo.)AU | Erstveröffentlichung: 16. April 2010 Verkäufe: + 1.821.522 |

### EPs
| Jahr | Titel Musiklabel                 | Höchstplatzierung, Gesamtwochen, AuszeichnungChartplatzierungen (Jahr, Titel, Musiklabel, Platzierungen, Wochen, Auszeichnungen, Anmerkungen) | Höchstplatzierung, Gesamtwochen, AuszeichnungChartplatzierungen (Jahr, Titel, Musiklabel, Platzierungen, Wochen, Auszeichnungen, Anmerkungen) | Höchstplatzierung, Gesamtwochen, AuszeichnungChartplatzierungen (Jahr, Titel, Musiklabel, Platzierungen, Wochen, Auszeichnungen, Anmerkungen) | Höchstplatzierung, Gesamtwochen, AuszeichnungChartplatzierungen (Jahr, Titel, Musiklabel, Platzierungen, Wochen, Auszeichnungen, Anmerkungen) | Höchstplatzierung, Gesamtwochen, AuszeichnungChartplatzierungen (Jahr, Titel, Musiklabel, Platzierungen, Wochen, Auszeichnungen, Anmerkungen) | Höchstplatzierung, Gesamtwochen, AuszeichnungChartplatzierungen (Jahr, Titel, Musiklabel, Platzierungen, Wochen, Auszeichnungen, Anmerkungen) | Anmerkungen                                                |
| Jahr | Titel Musiklabel                 | DE | AT | CH | UK | US | AU | Anmerkungen                                                |
| ---- | -------------------------------- | --- | --- | --- | --- | --- | --- | ---------------------------------------------------------- |
| 1984 | ’74 Jailbreak Atco Records (WEA) | — | — | CH58 e (1 Wo.)CH | — | US76 Platin · (14 Wo.)US | AU3 (? Wo.)AU | Erstveröffentlichung: 15. Oktober 1984 Verkäufe: + 500.000 |

## Singles
| Jahr | Titel Album                                                             | Höchstplatzierung, Gesamtwochen, AuszeichnungChartplatzierungen (Jahr, Titel, Album, Platzierungen, Wochen, Auszeichnungen, Anmerkungen) | Höchstplatzierung, Gesamtwochen, AuszeichnungChartplatzierungen (Jahr, Titel, Album, Platzierungen, Wochen, Auszeichnungen, Anmerkungen) | Höchstplatzierung, Gesamtwochen, AuszeichnungChartplatzierungen (Jahr, Titel, Album, Platzierungen, Wochen, Auszeichnungen, Anmerkungen) | Höchstplatzierung, Gesamtwochen, AuszeichnungChartplatzierungen (Jahr, Titel, Album, Platzierungen, Wochen, Auszeichnungen, Anmerkungen) | Höchstplatzierung, Gesamtwochen, AuszeichnungChartplatzierungen (Jahr, Titel, Album, Platzierungen, Wochen, Auszeichnungen, Anmerkungen) | Höchstplatzierung, Gesamtwochen, AuszeichnungChartplatzierungen (Jahr, Titel, Album, Platzierungen, Wochen, Auszeichnungen, Anmerkungen) | Anmerkungen                                                     |
| Jahr | Titel Album                                                             | DE | AT | CH | UK | US | AU | Anmerkungen                                                     |
| ---- | ----------------------------------------------------------------------- | --- | --- | --- | --- | --- | --- | --------------------------------------------------------------- |
| 1974 | Can I Sit Next To You, Girl –                                           | — | — | — | — | — | — | Erstveröffentlichung: 22. Juli 1974                             |
| 1975 | Baby, Please Don’t Go High Voltage (1975)                               | — | — | — | — | — | AU10 (? Wo.)AU | Erstveröffentlichung: 3. März 1975                              |
| 1975 | High Voltage T.N.T.                                                     | — | — | — | UK48 (3 Wo.)UK | — | AU6 (? Wo.)AU | Erstveröffentlichung: 23. Juni 1975                             |
| 1975 | It’s a Long Way to the Top T.N.T.                                       | — | — | — | UK55 Silber · (3 Wo.)UK | US— PlatinUS | AU5 (? Wo.)AU | Erstveröffentlichung: 8. Dezember 1975 Verkäufe: + 1.280.000    |
| 1976 | T.N.T.                                                                  | DE— GoldDE | — | — | UK— GoldUK | US— ×3DreifachplatinUS | AU11 (? Wo.)AU | Erstveröffentlichung: 1. März 1976 Verkäufe: + 4.410.000        |
| 1976 | Jailbreak Dirty Deeds Done Dirt Cheap                                   | — | — | — | — | — | AU5 (? Wo.)AU | Erstveröffentlichung: 14. Juni 1976                             |
| 1976 | Dirty Deeds Done Dirt Cheap                                             | — | — | — | UK47 Silber · (3 Wo.)UK | US— ×2DoppelplatinUS | AU21 (? Wo.)AU | Erstveröffentlichung: 5. Oktober 1976 Verkäufe: + 2.530.000     |
| 1977 | Love at First Feel Dirty Deeds Done Dirt Cheap                          | — | — | — | — | — | AU31 (? Wo.)AU | Erstveröffentlichung: 17. Januar 1977                           |
| 1977 | Dog Eat Dog Let There Be Rock                                           | — | — | — | — | — | — | Erstveröffentlichung: 21. März 1977                             |
| 1977 | Whole Lotta Rosie Let There Be Rock                                     | — | — | — | UK36 Silber · (9 Wo.)UK | — | — | Erstveröffentlichung: August 1977 Verkäufe: + 240.000           |
| 1977 | Let There Be Rock                                                       | — | — | — | — | — | — | Erstveröffentlichung: 30. September 1977 Verkäufe: + 40.000     |
| 1978 | Rock ‘n’ Roll Damnation Powerage                                        | — | — | — | UK24 (9 Wo.)UK | — | — | Erstveröffentlichung: 2. Juni 1978                              |
| 1979 | Highway to Hell                                                         | DE30 ×3Dreifachgold · (44 Wo.)DE | AT52 (1 Wo.)AT | CH65 (3 Wo.)CH | UK4 ×3Dreifachplatin · (8 Wo.)UK | US47 ×6Sechsfachplatin + Gold (Mastertone) · (10 Wo.)US                                                                                  | AU24 (? Wo.)AU | Erstveröffentlichung: Juli 1979 Verkäufe: + 11.560.000          |
| 1979 | Girls Got Rhythm Highway to Hell                                        | — | — | — | — | — | — | Erstveröffentlichung: 9. November 1979 Verkäufe: + 40.000       |
| 1979 | Touch Too Much Highway to Hell                                          | DE13 (24 Wo.)DE | — | — | UK29 (9 Wo.)UK | — | — | Erstveröffentlichung: Dezember 1979                             |
| 1980 | Beating Around the Bush Highway to Hell                                 | — | — | — | — | — | — | Erstveröffentlichung: 1980                                      |
| 1980 | You Shook Me All Night Long Back in Black                               | DE29 Gold · (22 Wo.)DE | — | — | UK38 ×2Doppelplatin · (11 Wo.)UK | US35 ×6Sechsfachplatin + Platin (Mastertone) · (16 Wo.)US                                                                                | AU8 ×10Zehnfachplatin · (? Wo.)AU | Erstveröffentlichung: 15. August 1980 Verkäufe: + 10.980.000    |
| 1980 | Hells Bells Back in Black                                               | DE25 Gold · (20 Wo.)DE | AT49 (2 Wo.)AT | CH61 (1 Wo.)CH | UK— GoldUK | US— ×3Dreifachplatin + Gold (Mastertone)US                                                                                               | — | Erstveröffentlichung: November 1980 Verkäufe: + 4.710.000       |
| 1980 | Back in Black                                                           | DE— PlatinDE | — | — | UK27 ×3Dreifachplatin · (4 Wo.)UK | US37 ×7×2Siebenfachplatin + Doppelplatin (Mastertone) · (15 Wo.)US                                                                       | — | Erstveröffentlichung: November 1980 Verkäufe: + 13.650.000      |
| 1980 | Rock and Roll Ain’t Noise Pollution Back in Black                       | — | — | — | UK15 (8 Wo.)UK | — | AU7 (? Wo.)AU | Erstveröffentlichung: 28. November 1980 Verkäufe: + 80.000      |
| 1981 | Let’s Get It Up For Those About to Rock                                 | DE33 (7 Wo.)DE | — | — | UK13 (6 Wo.)UK | US44 (9 Wo.)US | — | Erstveröffentlichung: Dezember 1981                             |
| 1982 | For Those About to Rock (We Salute You) For Those About to Rock         | — | — | — | UK15 (7 Wo.)UK | — | — | Erstveröffentlichung: 25. Juni 1982 Verkäufe: + 80.000          |
| 1983 | Guns for Hire Flick of the Switch                                       | — | — | — | UK37 (4 Wo.)UK | US84 (5 Wo.)US | — | Erstveröffentlichung: August 1983                               |
| 1983 | Nervous Shakedown Flick of the Switch                                   | — | — | — | UK35 (5 Wo.)UK | — | — | Erstveröffentlichung: Juli 1983                                 |
| 1983 | Flick of the Switch                                                     | — | — | — | — | — | — | Erstveröffentlichung: 21. November 1983                         |
| 1984 | Jailbreak ’74 Jailbreak                                                 | — | — | — | — | — | — | Erstveröffentlichung: Oktober 1984                              |
| 1985 | Danger Fly on the Wall                                                  | — | — | — | UK48 (4 Wo.)UK | — | — | Erstveröffentlichung: 21. Juni 1985                             |
| 1985 | Shake Your Foundations Fly on the Wall                                  | — | — | — | UK24 (5 Wo.)UK | — | — | Erstveröffentlichung: August 1985                               |
| 1985 | Sink the Pink Fly on the Wall                                           | — | — | — | — | — | — | Erstveröffentlichung: Oktober 1985                              |
| 1986 | Who Made Who                                                            | — | — | — | UK16 (7 Wo.)UK | — | — | Erstveröffentlichung: Mai 1986 Verkäufe: + 160.000              |
| 1988 | Heatseeker Blow Up Your Video                                           | DE26 (12 Wo.)DE | — | CH15 (11 Wo.)CH | UK12 (6 Wo.)UK | — | AU5 (? Wo.)AU | Erstveröffentlichung: 7. Januar 1988                            |
| 1988 | That’s the Way I Wanna Rock ‘n’ Roll Blow Up Your Video                 | — | — | — | UK22 (5 Wo.)UK | — | — | Erstveröffentlichung: 1. März 1988                              |
| 1990 | Thunderstruck The Razors Edge                                           | DE21 ×3Dreifachgold · (32 Wo.)DE | AT65 (2 Wo.)AT | CH16 (9 Wo.)CH | UK13 ×3Dreifachplatin · (6 Wo.)UK | US— Diamant + Platin (Mastertone)US | AU4 ×4Vierfachplatin · (23 Wo.)AU | Erstveröffentlichung: 10. September 1990 Verkäufe: + 16.360.000 |
| 1990 | Moneytalks The Razors Edge                                              | — | — | — | UK36 (3 Wo.)UK | US23 (16 Wo.)US | AU21 (10 Wo.)AU | Erstveröffentlichung: 12. November 1990 Verkäufe: + 80.000      |
| 1991 | Are You Ready The Razors Edge                                           | DE38 (4 Wo.)DE | — | — | UK34 (3 Wo.)UK | — | AU18 (8 Wo.)AU | Erstveröffentlichung: 28. März 1991 Verkäufe: + 45.000          |
| 1991 | Rock Your Heart Out The Razors Edge                                     | — | — | — | — | — | — | Erstveröffentlichung: 13. Oktober 1991                          |
| 1992 | Highway to Hell (Live) Live                                             | — | — | CH37 (5 Wo.)CH | UK14 (4 Wo.)UK | — | AU29 (3 Wo.)AU | Erstveröffentlichung: Oktober 1992                              |
| 1993 | Dirty Deeds Done Dirt Cheap (Live) Live                                 | — | — | — | UK68 (1 Wo.)UK | — | — | Erstveröffentlichung: Februar 1993                              |
| 1993 | Big Gun Last Action Hero (O.S.T.)                                       | DE20 (17 Wo.)DE | AT23 (8 Wo.)AT | CH5 (15 Wo.)CH | UK23 (3 Wo.)UK | US65 (11 Wo.)US | AU19 (12 Wo.)AU | Erstveröffentlichung: 25. Juni 1993 Verkäufe: + 5.000           |
| 1995 | Hard as a Rock Ballbreaker                                              | DE25 (9 Wo.)DE | — | CH28 (8 Wo.)CH | UK33 (2 Wo.)UK | — | AU14 (4 Wo.)AU | Erstveröffentlichung: 17. September 1995                        |
| 1996 | Hail Caesar Ballbreaker                                                 | — | — | — | UK56 (2 Wo.)UK | — | — | Erstveröffentlichung: 18. Februar 1996                          |
| 1996 | Cover You in Oil Ballbreaker                                            | — | — | — | UK85 (1 Wo.)UK | — | — | Erstveröffentlichung: März 1996                                 |
| 1996 | Ballbreaker                                                             | — | — | — | — | — | AU49 (2 Wo.)AU | Erstveröffentlichung: 1996                                      |
| 2000 | Safe in New York City Stiff Upper Lip                                   | — | — | — | — | — | — | Erstveröffentlichung: 28. Februar 2000                          |
| 2000 | Stiff Upper Lip                                                         | — | — | — | UK65 (2 Wo.)UK | — | — | Erstveröffentlichung: 28. Februar 2000 Verkäufe: + 40.000       |
| 2001 | Satellite Blues Stiff Upper Lip                                         | — | — | — | — | — | AU23 (2 Wo.)AU | Erstveröffentlichung: 8. Januar 2001                            |
| 2008 | Rock ’n’ Roll Train Black Ice                                           | — | — | — | — | — | — | Erstveröffentlichung: 25. November 2008 Verkäufe: + 140.000     |
| 2011 | Shoot to Thrill / War Machine (Live at River Plate) Live at River Plate | — | — | — | UK98 Gold · (1 Wo.)UK | US— ×2DoppelplatinUS | — | Erstveröffentlichung: 11. April 2011 Verkäufe: + 2.995.000      |
| 2014 | Play Ball Rock or Bust                                                  | DE39 (8 Wo.)DE | AT44 (2 Wo.)AT | CH19 (4 Wo.)CH | UK85 (1 Wo.)UK | — | — | Erstveröffentlichung: 7. Oktober 2014                           |
| 2014 | Rock or Bust                                                            | DE47 (2 Wo.)DE | AT52 (3 Wo.)AT | CH55 (2 Wo.)CH | — | — | — | Erstveröffentlichung: 24. November 2014 Verkäufe: + 70.000      |
| 2015 | Rock the Blues Away Rock or Bust                                        | — | — | — | — | — | — | Erstveröffentlichung: 30. März 2015                             |
| 2020 | Shot in the Dark Power Up                                               | DE79 (2 Wo.)DE | AT67 (1 Wo.)AT | CH19 (4 Wo.)CH | — | — | — | Erstveröffentlichung: 9. Oktober 2020 Verkäufe: + 40.000        |
| 2020 | Realize Power Up                                                        | DE71 (1 Wo.)DE | — | CH37 (1 Wo.)CH | — | — | — | Erstveröffentlichung: 13. November 2020                         |
| 2020 | Demon Fire Power Up                                                     | — | — | — | — | — | — | Erstveröffentlichung: 11. Dezember 2020                         |
| 2021 | Kick You When You’re Down Power Up                                      | — | — | CH54 (1 Wo.)CH | — | — | — | Erstveröffentlichung: 12. Februar 2021                          |
| 2021 | Witch’s Spell Power Up                                                  | — | — | — | — | — | — | Erstveröffentlichung: 11. Juni 2021                             |

## Videoalben und Musikvideos

### Videoalben
| Jahr | Titel Musiklabel                             | Höchstplatzierung, Gesamtwochen, AuszeichnungChartplatzierungen (Jahr, Titel, Musiklabel, Platzierungen, Wochen, Auszeichnungen, Anmerkungen) | Höchstplatzierung, Gesamtwochen, AuszeichnungChartplatzierungen (Jahr, Titel, Musiklabel, Platzierungen, Wochen, Auszeichnungen, Anmerkungen) | Höchstplatzierung, Gesamtwochen, AuszeichnungChartplatzierungen (Jahr, Titel, Musiklabel, Platzierungen, Wochen, Auszeichnungen, Anmerkungen) | Höchstplatzierung, Gesamtwochen, AuszeichnungChartplatzierungen (Jahr, Titel, Musiklabel, Platzierungen, Wochen, Auszeichnungen, Anmerkungen) | Höchstplatzierung, Gesamtwochen, AuszeichnungChartplatzierungen (Jahr, Titel, Musiklabel, Platzierungen, Wochen, Auszeichnungen, Anmerkungen) | Höchstplatzierung, Gesamtwochen, AuszeichnungChartplatzierungen (Jahr, Titel, Musiklabel, Platzierungen, Wochen, Auszeichnungen, Anmerkungen) | Anmerkungen                                                                     |
| Jahr | Titel Musiklabel                             | DE | AT | CH | UK | US | AU | Anmerkungen                                                                     |
| ---- | -------------------------------------------- | --- | --- | --- | --- | --- | --- | ------------------------------------------------------------------------------- |
| 1980 | Let There Be Rock Atlantic Records (WEA)     | — | AT8 (1 Wo.)AT | — | UK2 f Platin · (… Wo.)UK | US2 (63 Wo.)US | — | Erstveröffentlichung: 1980 Verkäufe: + 50.000                                   |
| 1985 | Fly on the Wall Atlantic Records (WEA)       | DE*DE | AT*AT | CH*CH | UK*UK | US10 (5 Wo.)US | — | Erstveröffentlichung: 1985 * siehe Studioalbum                                  |
| 1986 | Who Made Who Atlantic Records (WEA)          | DE*DE | AT*AT | CH*CH | UK*UK | US— GoldUS | — | Erstveröffentlichung: 1986 Verkäufe: + 50.000; * siehe Soundtrack               |
| 1989 | AC/DC Atlantic Records (WEA)                 | — | — | — | — | — | AU— PlatinAU | Erstveröffentlichung: 1989 Verkäufe: + 15.000                                   |
| 1991 | Clipped Atco Records (WEA)                   | — | — | — | — | US9 (6 Wo.)US | — | Erstveröffentlichung: 25. Juni 1991                                             |
| 1992 | Live at Donington Atlantic Records (WEA)     | DE44 ×3Dreifachplatin · (6 Wo.)DE | AT2 Gold · (11 Wo.)AT | CH7 Platin · (10 Wo.)CH | UK2 ×2Doppelplatin · (162 Wo.)UK | US4 ×6Sechsfachplatin · (237 Wo.)US | AU1 ×7Siebenfachplatin · (… Wo.)AU | Erstveröffentlichung: 27. Oktober 1992 Verkäufe: + 1.069.078                    |
| 1996 | No Bull EastWest (WMG)                       | DE35 Gold · (5 Wo.)DE | AT4 Gold · (15 Wo.)AT | CH1 (24 Wo.)CH | UK4 Platin · (51 Wo.)UK | US1 ×5Fünffachplatin · (136 Wo.)US | AU— ×6SechsfachplatinAU | Erstveröffentlichung: 19. November 1996 Verkäufe: + 735.435                     |
| 2001 | Stiff Upper Lip – Live Elektra Records (WMG) | DE*DE | AT2 ×2Doppelplatin · (9 Wo.)AT | CH*CH | UK11 Gold · (53 Wo.)UK | US6 Gold · (30 Wo.)US | — | Erstveröffentlichung: 4. Dezember 2001 Verkäufe: + 118.000; * siehe Studioalbum |
| 2005 | Family Jewels Columbia Records (Sony BMG)    | DE7 ×7Siebenfachgold · (24 Wo.)DE | AT1 Gold · (22 Wo.)AT | CH5 g ×2Doppelplatin · (6 Wo.)CH | UK1 ×2Doppelplatin · (27 Wo.)UK | US1 ×10Zehnfachplatin · (153 Wo.)US | AU1 ×10Zehnfachplatin · (… Wo.)AU | Erstveröffentlichung: 29. März 2005 Verkäufe: + 1.726.803                       |
| 2007 | Plug Me In Columbia Records (Sony BMG)       | DE3 ×2Doppelplatin · (25 Wo.)DE | AT1 Gold · (20 Wo.)AT | CH2 h Platin · (46 Wo.)CH | UK1 Platin · (64 Wo.)UK | US1 ×5Fünffachplatin · (49 Wo.)US | AU1 ×7Siebenfachplatin · (… Wo.)AU | Erstveröffentlichung: 15. Oktober 2007 Verkäufe: + 1.007.490                    |
| 2011 | Live at River Plate Columbia Records (Sony)  | DE* ×3DreifachplatinDE | AT1 Gold · (42 Wo.)AT | CH1 (93 Wo.)CH | UK1 Platin · (… Wo.)UK | US1 (52 Wo.)US | AU— ×5FünffachplatinAU | Erstveröffentlichung: 6. Mai 2011 Verkäufe: + 443.265; siehe Livealbum          |

grau schraffiert: keine Chartdaten aus diesem Jahr verfügbar

### Musikvideos
| Jahr | Titel                                                   | Regie                                                                         |
| ---- | ------------------------------------------------------- | ----------------------------------------------------------------------------- |
| 1974 | Can I Sit Next to You, Girl?                            |                                                                               |
| 1975 | High Voltage                                            |                                                                               |
| 1975 | Baby, Please Don’t Go                                   | Russell Mulcahy                                                               |
| 1975 | Show Business                                           |                                                                               |
| 1976 | Jailbreak                                               | Paul Drane (2 Versionen)                                                      |
| 1976 | It’s a Long Way to the Top (If You Wanna Rock ‘n’ Roll) | Paul Drane                                                                    |
| 1976 | Problem Child                                           |                                                                               |
| 1976 | Dirty Deeds Done Dirt Cheap                             |                                                                               |
| 1977 | Dog Eat Dog                                             |                                                                               |
| 1977 | Let There Be Rock                                       |                                                                               |
| 1978 | Rock ‘n’ Roll Damnation                                 |                                                                               |
| 1978 | Sin City                                                |                                                                               |
| 1978 | Riff Raff                                               |                                                                               |
| 1978 | Fling Thing/Rocker                                      |                                                                               |
| 1978 | Whole Lotta Rosie                                       |                                                                               |
| 1979 | Shot Down in Flames                                     |                                                                               |
| 1979 | Walk All Over You                                       |                                                                               |
| 1979 | Touch Too Much                                          |                                                                               |
| 1979 | If You Want Blood (You’ve Got It)                       |                                                                               |
| 1980 | Girls Got Rhythm                                        |                                                                               |
| 1980 | Highway to Hell (2 Versionen)                           |                                                                               |
| 1980 | Back in Black                                           | Derek Burbidge                                                                |
| 1980 | Hells Bells                                             |                                                                               |
| 1980 | Let Me Put My Love Into You                             |                                                                               |
| 1980 | You Shook Me All Night Long                             | Eric Dionysius, Eric Mistler (Version 1, 1980) David Mallet (Version 2, 1986) |
| 1980 | What Do You Do for Money Honey                          |                                                                               |
| 1980 | Rock and Roll Ain’t Noise Pollution                     |                                                                               |
| 1981 | Put the Finger on You                                   |                                                                               |
| 1981 | Let’s Get It Up                                         | Derek Burbidge                                                                |
| 1982 | For Those About to Rock (We Salute You)                 | Derek Burbidge                                                                |
| 1982 | Flick of the Switch                                     | Paul Becher                                                                   |
| 1983 | Nervous Shakedown                                       | Paul Becher (2 Versionen)                                                     |
| 1983 | Guns for Hire                                           | Paul Becher                                                                   |
| 1985 | Sink the Pink                                           |                                                                               |
| 1985 | Danger                                                  |                                                                               |
| 1985 | Stand Up                                                |                                                                               |
| 1985 | Fly on the Wall                                         |                                                                               |
| 1985 | Shake Your Foundations                                  |                                                                               |
| 1986 | Who Made Who                                            | David Mallet                                                                  |
| 1987 | Heatseeker                                              | David Mallet                                                                  |
| 1988 | That’s the Way I Wanna Rock ‘n’ Roll                    | David Mallet                                                                  |
| 1990 | Thunderstruck                                           | David Mallet                                                                  |
| 1990 | Moneytalks                                              | David Mallet                                                                  |
| 1991 | Are You Ready?                                          | David Mallet                                                                  |
| 1993 | Big Gun                                                 | David Mallet                                                                  |
| 1995 | Cover You in Oil                                        |                                                                               |
| 1995 | Hard as a Rock                                          |                                                                               |
| 1996 | Hail Caesar                                             | David Mallet                                                                  |
| 2000 | Stiff Upper Lip                                         |                                                                               |
| 2000 | Satellite Blues                                         |                                                                               |
| 2000 | Safe in New York City                                   |                                                                               |
| 2008 | Rock ’n’ Roll Train                                     |                                                                               |
| 2009 | Anything Goes                                           |                                                                               |
| 2010 | Shoot to Thrill                                         |                                                                               |
| 2014 | Play Ball                                               | David Mallet                                                                  |
| 2014 | Rock or Bust                                            | David Mallet                                                                  |
| 2015 | Rock the Blues Away                                     |                                                                               |
| 2020 | Shot in the Dark                                        | David Mallet                                                                  |
| 2020 | Demon Fire                                              | Ben Ib                                                                        |
| 2021 | Realize                                                 | Josh Cheuse, Clemens Habicht                                                  |
| 2021 | Witch’s Spell                                           |                                                                               |
| 2021 | Through the Mists of Time                               | Najeeb Tarazi                                                                 |

## Boxsets
| Jahr | Titel Musiklabel                   | Höchstplatzierung, Gesamtwochen, AuszeichnungChartplatzierungen (Jahr, Titel, Musiklabel, Platzierungen, Wochen, Auszeichnungen, Anmerkungen) | Höchstplatzierung, Gesamtwochen, AuszeichnungChartplatzierungen (Jahr, Titel, Musiklabel, Platzierungen, Wochen, Auszeichnungen, Anmerkungen) | Höchstplatzierung, Gesamtwochen, AuszeichnungChartplatzierungen (Jahr, Titel, Musiklabel, Platzierungen, Wochen, Auszeichnungen, Anmerkungen) | Höchstplatzierung, Gesamtwochen, AuszeichnungChartplatzierungen (Jahr, Titel, Musiklabel, Platzierungen, Wochen, Auszeichnungen, Anmerkungen) | Höchstplatzierung, Gesamtwochen, AuszeichnungChartplatzierungen (Jahr, Titel, Musiklabel, Platzierungen, Wochen, Auszeichnungen, Anmerkungen) | Höchstplatzierung, Gesamtwochen, AuszeichnungChartplatzierungen (Jahr, Titel, Musiklabel, Platzierungen, Wochen, Auszeichnungen, Anmerkungen) | Anmerkungen                                                 |
| Jahr | Titel Musiklabel                   | DE | AT | CH | UK | US | AU | Anmerkungen                                                 |
| ---- | ---------------------------------- | --- | --- | --- | --- | --- | --- | ----------------------------------------------------------- |
| 1997 | Bonfire East West Records (WMG)    | DE71 (2 Wo.)DE | — | — | — | US90 Platin · (5 Wo.)US | AU21 (2 Wo.)AU | Erstveröffentlichung: 17. November 1997 Verkäufe: + 200.000 |
| 2009 | Backtracks Columbia Records (Sony) | DE10 (12 Wo.)DE | AT31 (5 Wo.)AT | CH24 (4 Wo.)CH | — | US39 (1 Wo.)US | AU16 Gold · (8 Wo.)AU | Erstveröffentlichung: 6. November 2009 Verkäufe: + 35.000   |

## Promoveröffentlichungen
| Jahr | Titel Album                                        | Anmerkungen                                                                           |
| ---- | -------------------------------------------------- | ------------------------------------------------------------------------------------- |
| 1996 | The Furor Ballbreaker                              | Erstveröffentlichung: 1996                                                            |
| 1997 | Dirty Eyes Bonfire                                 | Erstveröffentlichung: 1997                                                            |
| 2008 | Anything Goes Black Ice                            | Erstveröffentlichung: 2008                                                            |
| 2008 | Shoot to Thrill Back in Black                      | Erstveröffentlichung: 2008                                                            |
| 2009 | Money Made Black Ice                               | Erstveröffentlichung: 2009                                                            |
| 2015 | Miss Adventure Rock or Bust                        | Erstveröffentlichung: 17. Juli 2015                                                   |
| 2021 | Through the Mists of Time / Witch’s Spell Power Up | Erstveröffentlichung: 12. Juni 2021 Verkäufe: 5.000 (limitiert); RSD-Veröffentlichung |

## Sonderveröffentlichungen

### Alben
| Jahr | Titel Musiklabel                                            | Anmerkungen                                              |
| ---- | ----------------------------------------------------------- | -------------------------------------------------------- |
| 1997 | Let There Be Rock: The Movie – Live in Paris EastWest (WMG) | Erstveröffentlichung: 17. November 1997 Teil von Bonfire |
| 1997 | Live from the Atlantic Studios EastWest (WMG)               | Erstveröffentlichung: 17. November 1997 Teil von Bonfire |

### Lieder
| Jahr | Titel Soundtrack         | Anmerkungen                         |
| ---- | ------------------------ | ----------------------------------- |
| 1993 | Big Gun Last Action Hero | Erstveröffentlichung: 18. Juni 1993 |

## Statistik

### Chartauswertung
Die folgenden Aufstellungen bieten eine Übersicht über die Charterfolge von AC/DC in den Album-, Musik-DVD- und Singlecharts. Es ist zu beachten, dass sich Videoalben in Deutschland auch in den Albumcharts platzieren. Das Gleiche gilt für Videoalben in der Schweiz, die vor 2009 erschienen sind. Die anderen Angaben stammen aus eigenständigen Musik-DVD-Charts. Die Chartalben Sight & Sound und Hell Ain’t a Bad Place to Be finden in der Diskografie keine Berücksichtigung, da es sich hierbei um keine autorisierten Veröffentlichungen der Band handelt.
|                     | DE     | AT     | CH     | UK     | US     | AU     |
| ------------------- | ------ | ------ | ------ | ------ | ------ | ------ |
| Nummer-eins-Alben   | DE7DE  | AT5AT  | CH5CH  | UK4UK  | US3US  | AU6AU  |
| Top-10-Alben        | DE18DE | AT12AT | CH13CH | UK13UK | US10US | AU17AU |
| Alben in den Charts | DE28DE | AT22AT | CH26CH | UK19UK | US25US | AU26AU |

|                       | DE     | AT    | CH     | UK     | US    | AU     |
| --------------------- | ------ | ----- | ------ | ------ | ----- | ------ |
| Nummer-eins-Singles   | DE—DE  | AT—AT | CH—CH  | UK—UK  | US—US | AU—AU  |
| Top-10-Singles        | DE—DE  | AT—AT | CH1CH  | UK1UK  | US—US | AU8AU  |
| Singles in den Charts | DE14DE | AT7AT | CH12CH | UK31UK | US7US | AU19AU |

|                          | DE    | AT    | CH    | UK    | US    | AU    |
| ------------------------ | ----- | ----- | ----- | ----- | ----- | ----- |
| Nummer-eins-Videoalben   | DE—DE | AT3AT | CH2CH | UK3UK | US4US | AU3AU |
| Top-10-Videoalben        | DE—DE | AT7AT | CH5CH | UK6UK | US9US | AU3AU |
| Videoalben in den Charts | DE—DE | AT7AT | CH5CH | UK7UK | US9US | AU3AU |

### Auszeichnungen für Musikverkäufe
| Land/RegionAuszeichnungen für Musikverkäufe (Land/Region, Auszeichnungen, Verkäufe, Quellen) | Silber     | Gold         | Platin         | Diamant       | Verkäufe    | Quellen |
| -------------------------------------------------------------------------------------------- | ---------- | ------------ | -------------- | ------------- | ----------- | --- |
| Argentinien (CAPIF)                                                                          | —          | 5× Gold5     | 10× Platin10   | —             | 544.000     | capif.org.ar (Memento vom 6. Juli 2011 im Internet Archive) AR2 (Memento vom 31. Mai 2011 im Internet Archive) |
| Australien (ARIA)                                                                            | —          | 3× Gold3     | 150× Platin150 | —             | 8.650.000   | aria.com.au |
| Belgien (BRMA)                                                                               | —          | 2× Gold2     | 2× Platin2     | —             | 100.000     | ultratop.be |
| Brasilien (PMB)                                                                              | —          | 7× Gold7     | 12× Platin12   | —             | 1.000.000   | pro-musicabr.org.br                                                                                            |
| Dänemark (IFPI)                                                                              | —          | 5× Gold5     | 17× Platin17   | —             | 915.000     | ifpi.dk |
| Deutschland (BVMI)                                                                           | —          | 17× Gold17   | 36× Platin36   | Diamant1      | 14.450.000  | musikindustrie.de                                                                                              |
| Europa (IFPI)                                                                                | —          | —            | 5× Platin5     | —             | (5.000.000) | ifpi.org (Memento vom 1. Januar 2014 im Internet Archive)                                                      |
| Finnland (IFPI)                                                                              | —          | 8× Gold8     | 5× Platin5     | —             | 323.604     | ifpi.fi |
| Frankreich (SNEP)                                                                            | —          | 10× Gold10   | 24× Platin24   | Diamant1      | 4.580.000   | infodisc.fr snepmusique.com                                                                                    |
| Griechenland (IFPI)                                                                          | —          | Gold1        | Platin1        | —             | 13.000      | Einzelnachweise                                                                                                |
| Irland (IRMA)                                                                                | —          | Gold1        | 3× Platin3     | —             | 42.000      | irishcharts.ie                                                                                                 |
| Italien (FIMI)                                                                               | —          | 9× Gold9     | 20× Platin20   | —             | 1.795.000   | fimi.it |
| Kanada (MC)                                                                                  | —          | 16× Gold16   | 82× Platin82   | 3× Diamant3   | 9.280.000   | musiccanada.com                                                                                                |
| Mexiko (AMPROFON)                                                                            | —          | 6× Gold6     | 10× Platin10   | 5× Diamant5   | 2.280.000   | amprofon.com.mx                                                                                                |
| Neuseeland (RMNZ)                                                                            | —          | 7× Gold7     | 72× Platin72   | —             | 1.540.000   | aotearoamusiccharts.co.nz NZ2 (Memento vom 24. Juli 2011 im Internet Archive) NZ3                              |
| Niederlande (NVPI)                                                                           | —          | —            | Platin1        | —             | 60.000      | nvpi.nl |
| Österreich (IFPI)                                                                            | —          | 12× Gold12   | 10× Platin10   | —             | 365.000     | ifpi.at |
| Polen (ZPAV)                                                                                 | —          | 2× Gold2     | 9× Platin9     | —             | 195.000     | olis.pl |
| Portugal (AFP)                                                                               | Silber1    | 4× Gold4     | 10× Platin10   | —             | 120.000     | Einzelnachweise                                                                                                |
| Russland (NFPF)                                                                              | —          | Gold1        | Platin1        | —             | 30.000      | 2m-online.ru (Memento vom 15. Februar 2009 im Internet Archive)                                                |
| Schweden (IFPI)                                                                              | —          | 5× Gold5     | 6× Platin6     | —             | 425.000     | sverigetopplistan.se                                                                                           |
| Schweiz (IFPI)                                                                               | —          | 8× Gold8     | 21× Platin21   | —             | 914.000     | hitparade.ch                                                                                                   |
| Spanien (Promusicae)                                                                         | —          | 22× Gold22   | 22× Platin22   | —             | 2.415.000   | elportaldemusica.es mediafire.com                                                                              |
| Ungarn (MAHASZ)                                                                              | —          | —            | 4× Platin4     | —             | 24.000      | slagerlistak.hu                                                                                                |
| Vereinigte Staaten (RIAA)                                                                    | —          | 6× Gold6     | 123× Platin123 | 3× Diamant3   | 134.400.000 | riaa.com |
| Vereinigtes Königreich (BPI)                                                                 | 4× Silber4 | 19× Gold19   | 28× Platin28   | —             | 14.265.000  | bpi.co.uk |
| Insgesamt                                                                                    | 5× Silber5 | 176× Gold176 | 684× Platin684 | 13× Diamant13 |             | |